# Hättjärnen, Dalarna
Hättjärnen är en sjö i Orsa kommun i Dalarna och ingår i Dalälvens huvudavrinningsområde. Sjöns area är 0,011 kvadratkilometer och den är belägen 286 meter över havet.